# Dicranum septentrionale
Dicranum septentrionale là một loài rêu trong họ Dicranaceae. Loài này được Tubanova & Ignatova mô tả khoa học đầu tiên năm 2010.